# TuS Ferndorf
Der TuS Ferndorf e. V. ist ein Sportverein aus dem nordrhein-westfälischen Kreuztal-Ferndorf. Er wurde im Jahre 1888 gegründet.
Die mehr als 1500 Mitglieder betreiben überwiegend Breitensport. Vor allem im Handball, aber auch in der Leichtathletik sowie im Tennis und Tischtennis wird Leistungssport betrieben.

## Handballabteilung
Die bedeutendste Abteilung stellen die Handballer. Derzeit gibt es dort drei Herren-, zwei Damen- und dreizehn Jugendmannschaften. Die erste Herrenmannschaft spielte nach dem Aufstieg aus der 3. Liga in der Saison 2017/18 bis zur Saison 2021/22 in der 2. Handball-Bundesliga. Dann erfolgte der Abstieg in die 3. Liga, in welcher sie bis heute um den Wiederaufstieg kämpfen. Die zweite Mannschaft spielte von der Saison 2017/18 bis 2022/23 in der viertklassigen Oberliga Westfalen, in welcher die erste Mannschaft bis 2008 selbst noch agierte. In der Saison 2023/24 treten die Siegerländer in der Verbandsliga Westfalen an. Die erste Damenmannschaft spielt in der Landesliga Gr.4 Westfalen. Die A-Jugend des Vereins nahm seit der Saison 2011/12 vier Mal an der A-Jugend-Bundesliga teil.

## Sporthallen
Die 1. Handball-Herrenmannschaft trägt ihre Heimspiele in der Sporthalle Stählerwiese in Kreuztal aus, welche neben dem gleichnamigen Stadion Stählerwiese liegt. Die Halle verfügt zurzeit über ca. 1500 Plätze. Beim Ausbau im Jahr 2020 wurde auf der Südseite der Halle eine neue Tribüne mit über 300 Sitz- und einigen Stehplätzen errichtet, sodass die Gesamtzahl der Sitzplätze von 600 auf über 900 erweitert wurde. Eine Lounge für VIP-Gäste wurde ebenfalls neu gebaut. Gegenüber der Haupttribüne befindet sich eine mobile Tribüne.
Weiterhin nutzt der TuS für den Spielbetrieb seiner Mannschaften die an die Stählerwiese angrenzende Zweifachhalle. In dieser gibt es ca. 200 Sitz- und einige Stehplätze für Zuschauer.
Für den Breitensport wird unter anderem eine Sporthalle in Ferndorf genutzt.

## Feldhandball
Bereits in den 1950er-Jahren gehörte der TuS für einige Jahre der Oberliga Westfalen als der damals höchsten Spielklasse an. Mit dem letzten Aufstieg 1963 etablierte sich die Mannschaft dort, verpasste 1966 jedoch klar die Qualifikation zur neu eingeführten Bundesliga. 1968 und 1969 verpassten die Kreuztaler jeweils als Westfalenmeister zwei Mal den Aufstieg über die Westdeutsche Meisterschaft, qualifizierten sich aber für die ab 1970 eingeführte Regionalliga West. Von dort gelang gleich in der ersten Spielzeit als Westdeutscher Meister der Aufstieg in die Bundesliga. In der einzigen Bundesligasaison belegte der TuS mit nur sieben Punkten aus vierzehn Spielen den letzten Platz der Nordstaffel und stieg damit umgehend wieder ab. 1972 gelangen zwar erneut Staffelsieg und Meisterschaft in der Regionalliga West, jedoch war aufgrund der besonderen Regelungen anlässlich der Olympischen Spiele 1972 (bei denen Handball nur in der Halle gespielt wurde, sodass die Feldhandballsaison nur unter eingeschränkten Bedingungen und ohne Nationalspieler ausgetragen wurde) der Aufstieg in die Bundesliga ausgesetzt. 1973 wurde der TuS Ferndorf erneut Staffelsieger und anschließend Westdeutscher Vizemeister hinter dem TSV Altenhagen 03. Da die Bundesliga nach dieser Saison abgeschafft war, stieg niemand mehr dorthin auf. In der letzten Spielzeit der Feldhandball-Regionalliga West wurde der TuS Ferndorf 1975 ohne Punktverlust (24-0 Punkte) wiederum Staffelsieger, verpasste aber durch eine 20:27-Niederlage gegen den TuS Nettelstedt in der Westdeutschen Endrunde die Qualifikation zur letzten Deutschen Meisterschaft im Feldhandball.

## Entwicklung seit 2011
Im März 2011 wurde beschlossen, die erste Mannschaft aus haftungs- und finanztechnischen Gründen in eine Marketing-GmbH auszulagern. Die Mannschaft gewann 2011 die Staffel West der 3. Liga, hatte aber schon vorher bekanntgegeben, aus finanziellen Gründen nicht in der 2. Liga spielen zu wollen. Die folgende Saison stand dann aber ganz im Zeichen der Aufstiegsvorbereitung. Es gelang frühzeitig, den Etat mit Hilfe der Sponsoren für die nächste Saison um 35 % zu steigern. Nach der Saison 2012/2013 in der 2. Handball-Bundesliga stieg das Team jedoch wieder in die 3. Liga ab. 2015 erfolgte der Wiederaufstieg in die 2. Bundesliga.
Nach zwei Spielzeiten in der 2. Bundesliga stieg die Mannschaft am Ende der Saison 2016/2017 wieder in die 3. Liga West ab.
Im DHB-Pokal erreichte der Verein in der Spielzeit 2017/18 erstmals das Achtelfinale. Das Heimspiel gegen den amtierenden Deutschen Meister Rhein-Neckar-Löwen wurde am 18. Oktober 2017 in der Schwalbe-Arena in Gummersbach ausgetragen. Dort erreichte man mit rund 3500 Zuschauern mehr Besuch als in der heimischen Sporthalle in Kreuztal möglich gewesen wäre. Ferndorf unterlag 24:28. Zuvor hatte man in der ersten Runde des Turniers mit Bundesligist GWD Minden und Zweitligist TV Emsdetten zwei höherklassige Mannschaften ausgeschaltet.
Die Saison 2017/18 beendete man mit 59:1 Punkten als Meister und schaffte somit den direkten Wiederaufstieg in die 2. Bundesliga. Erst am letzten Spieltag gab es mit einem 18:18-Unentschieden gegen die SG Schalksmühle-Halver den ersten Punktverlust der Saison. Die Hinrunde der 2. Handball-Bundesliga 2018/19 beendete der TuS mit 12 Siegen aus 19 Spielen als bester Aufsteiger seit vier Jahren. Fünf Spieltage vor Saisonende schaffte der TuS den vorzeitigen Klassenerhalt.
Zur Saison 2019/20 erhöht sich der Etat der Spielbetriebs-GmbH von 830.000 € auf 950.000 €, womit man jedoch immer noch deutlich unter dem Ligadurchschnitt lag. Am 7. November 2019 kam es am 11. Spieltag der Saison 2019/20 erstmals in der Geschichte des Vereins zum Derby in einem Pflichtspiel gegen den VfL Gummersbach, welcher in der Vorsaison erstmals aus der Bundesliga abgestiegen war. Gummersbach gewann in eigener Halle mit 19:18. Im November 2019 wurde angekündigt, dass der seit 2015 als Cheftrainer tätige Michael Lerscht den Verein nach der Saison zum Ligakonkurrenten ASV Hamm 04/69 Handball verlassen werde. Mit Robert Andersson wurde für die Saison 2020/21 ein Nachfolger verpflichtet. Die aufgrund der COVID-19-Pandemie abgebrochene Saison 2019/20 beendete der TuS nach Quotientenregelung auf Platz 9 und konnte damit erstmals in der Vereinsgeschichte zwei Mal in Folge die Klasse in der 2. Handball-Bundesliga halten. Auch in der Saison 20/21 blieb die Mannschaft, zum dritten Mal in Folge, zweitklassig. Nachdem der Verein vier Spielzeiten in Folge zweitklassig gewesen war, stieg die Männermannschaft 2022 in die 3. Liga ab. Zwei Jahre später kehrte Ferndorf in die 2. Bundesliga zurück.

## Saisonbilanzen seit 2001

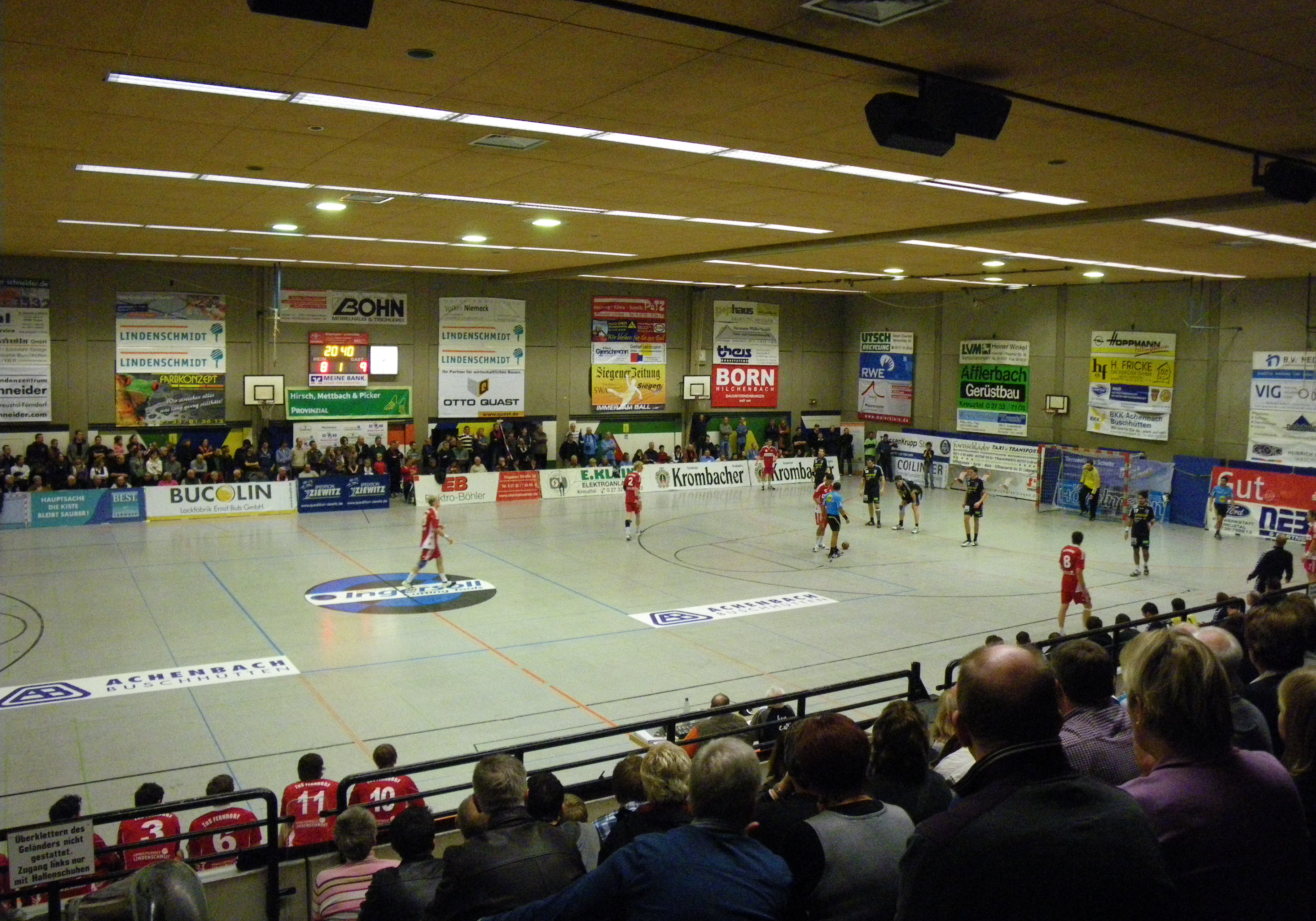
Spiel in der „Stählerwiese“

| Saison  | Spielklasse              | Platz | Sp | S  | U  | N  | Tore      | Diff. | Punkte |
| ------- | ------------------------ | ----- | -- | -- | -- | -- | --------- | ----- | ------ |
| 2001/02 | Oberliga Westfalen       | 04    | 28 | 17 | 05 | 06 | 0827:0767 | +060  | 39:17  |
| 2002/03 | Oberliga Westfalen       | 02    | 24 | 21 | 0  | 03 | 0750:0581 | +169  | 42:06  |
| 2003/04 | Oberliga Westfalen       | 02    | 24 | 18 | 03 | 03 | 0778:0672 | +106  | 39:09  |
| 2004/05 | Oberliga Westfalen       | 05    | 26 | 16 | 03 | 07 | 0798:0736 | +062  | 35:17  |
| 2005/06 | Oberliga Westfalen       | 06    | 26 | 13 | 04 | 09 | 0782:0736 | +046  | 30:22  |
| 2006/07 | Oberliga Westfalen       | 03    | 26 | 18 | 02 | 06 | 0882:0774 | +108  | 38:14  |
| 2007/08 | Oberliga Westfalen       | 01    | 26 | 24 | 0  | 02 | 0989:0814 | +175  | 48:04  |
| 2008/09 | Regionalliga West        | 05    | 30 | 18 | 02 | 10 | 1088:1011 | +077  | 38:22  |
| 2009/10 | Regionalliga West        | 07    | 30 | 15 | 03 | 12 | 1047:0979 | +068  | 33:27  |
| 2010/11 | 3. Liga West*            | 01    | 30 | 20 | 05 | 05 | 0950:0819 | +131  | 45:15  |
| 2011/12 | 3. Liga West             | 01    | 30 | 21 | 05 | 04 | 0896:0784 | +112  | 47:13  |
| 2012/13 | 2. Handball-Bundesliga   | 19    | 36 | 07 | 03 | 26 | 0985:1114 | −129  | 17:55  |
| 2013/14 | 3. Liga West             | 02    | 30 | 23 | 01 | 06 | 0941:0829 | +112  | 47:13  |
| 2014/15 | 3. Liga West             | 01    | 30 | 28 | 0  | 02 | 0990:0755 | +235  | 56:04  |
| 2015/16 | 2. Handball-Bundesliga   | 17    | 40 | 12 | 06 | 22 | 1032:1121 | −089  | 30:50  |
| 2016/17 | 2. Handball-Bundesliga   | 18    | 38 | 09 | 04 | 25 | 0927:1021 | −094  | 22:54  |
| 2017/18 | 3. Liga West             | 01    | 30 | 29 | 01 | 0  | 0881:0620 | +261  | 59:01  |
| 2018/19 | 2. Handball-Bundesliga   | 08    | 38 | 18 | 05 | 15 | 0971:0951 | +020  | 41:35  |
| 2019/20 | 2. Handball-Bundesliga** | 9     | 24 | 11 | 3  | 10 | 0594:0606 | –011  | 25:23  |
| 2020/21 | 2. Handball-Bundesliga   | 14    | 36 | 14 | 3  | 19 | 0890:0896 | –006  | 31:41  |
| 2021/22 | 2. Handball-Bundesliga   | 18    | 38 | 13 | 4  | 21 | 1034:1067 | –033  | 30:46  |
| 2022/23 | 3. Liga West             | 02    | 26 | 21 | 01 | 04 | 0817:0650 | +167  | 43:09  |
| 2023/24 | 3. Liga Süd-West         | 01    | 26 | 25 | 01 | 0  | 0828:0639 | +189  | 51:01  |
| 2024/25 | 2. Handball-Bundesliga   | 14    | 34 | 13 | 4  | 17 | 0945:0968 | –023  | 30:38  |

|  | Aufstieg |
|  | Abstieg  |

* Verzicht auf Aufstieg aus finanziellen Gründen
** Saison aufgrund der COVID-19-Pandemie nach dem 24. Spieltag abgebrochen.

## Kader der Saison 2025/26
| Nr. | Nat.                    | Name                 | Position        | Geburtsdatum       | Größe  |
| --- | ----------------------- | -------------------- | --------------- | ------------------ | ------ |
| 22  | Deutschland             | Jonas Wilde          | Tor             | 22. Januar 1998    | 1,98 m |
| 72  | Deutschland             | Can Adanir           | Tor             | 20. Mai 1999       | 1,92 m |
| 03  | Bosnien und Herzegowina | Josip Ereš           | Rechtsaußen     | 19. März 1995      | 1,89 m |
| 04  | Deutschland             | Fynn Herzig          | Rückraum links  | 16. September 1998 | 1,94 m |
| 05  | Deutschland             | Julius Meyer-Siebert | Rückraum links  | 6. Juli 2000       | 2,06 m |
| 06  | Portugal                | Gabriel Viana        | Linksaußen      | 26. Juli 2002      | 1,90 m |
| 08  | Deutschland             | Julius Fanger        | Rückraum Mitte  | 17. November 2002  | 1,89 m |
| 13  | Deutschland             | Hendrik Stock        | Rückraum Mitte  | 29. März 2001      | 1,85 m |
| 14  | Schweden                | Hampus Dahlgren      | Linksaußen      | 30. Januar 1997    | 1,69 m |
| 17  | Deutschland             | Mattis Michel        | Kreis           | 13. März 1998      | 1,89 m |
| 18  | Deutschland             | Daniel Hideg         | Rückraum links  | 2. Dezember 1996   | 1,93 m |
| 19  | Deutschland             | Nico Schnabl         | Rückraum Mitte  | 17. April 1996     | 1,90 m |
| 20  | Deutschland             | Philip Würz          | Kreis           | 22. November 2003  | 1,95 m |
| 25  | Deutschland             | Marvin Mundus        | Rückraum rechts | 30. März 2000      | 1,88 m |
| 29  | Deutschland             | Fabian Hecker        | Rückraum rechts | 17. Juni 1997      | 1,98 m |
| 44  | Deutschland             | Tom Jansen           | Rückraum rechts | 18. Juni 1998      | 1,99 m |
| 73  | /                       | Valentino Duvančić   | Kreis           | 8. Dezember 2001   | 1,96 m |
| 74  | Deutschland             | Lukas Süsser         | Kreis           | 24. Februar 2002   | 1,90 m |